# ハーヴェスト・ムーン (アルバム)
| 専門評論家によるレビュー | 専門評論家によるレビュー |
| レビュー・スコア         | レビュー・スコア         |
| 出典                     | 評価                     |
| ------------------------ | ------------------------ |
| AllMusic                 | [ 3 ]                    |
| Calgary Herald           | A−                       |
| Entertainment Weekly     | B+                       |
| Los Angeles Times        | [ 6 ]                    |
| NME                      | 7/10                     |
| Orlando Sentinel         | [ 8 ]                    |
| Rolling Stone            | [ 9 ]                    |
| The Vancouver Sun        | [ 10 ]                   |
| The Windsor Star         | B+                       |

『ハーヴェスト・ムーン』 (Harvest Moon) は、1992年11月2日にリリースされたカナダ系アメリカ人ミュージシャン、ニール・ヤングの21枚目のスタジオ・アルバム。バックミュージシャンの多くは、ヤングの1972年のアルバム『Harvest』にも参加している。

## 概要
『傷だらけの栄光』（1990年）のレコーディングとその後のツアー（1991年のアルバム『ウェルド』と『Arc』を生み出した）の後に発症した耳鳴りから回復したヤングは、ベン・キースとともにスタジオに戻り、『ハーヴェスト』、『カムズ・ア・タイム』、『オールド・ウェイズ』といったアルバムを支配していたアコースティック・ギター、ピアノ、バンジョーを手に取った。より 「ウォーミー」な雰囲気を出すため、デジタル録音ではなく1970年代のアナログ機材が使われたが、実際にはソニーPCM 16/44.1kHzデジタルで録音されている。
このアルバムのタイトルとスタイルは、ヤングの1972年のキャリア最高傑作『ハーヴェスト』と比較された。ヤングは1992年の『ローリング・ストーン』誌のアラン・ライトとのインタビューで、『Harvest』の続編を作るというアイデアについて語っている： 
「20年もの間、みんなに『やってくれ』って言われ続けてきたんだけど、そもそもそれが何なのか、自分でもわからなかったんだ。あの頃に起こったことが何であれ、また起こったんだ。ただ、曲がそうさせたんだ。」
このアルバムは1991年9月下旬、カリフォルニア州ウッドサイドにあるヤングの牧場の納屋にあるレッドウッド・デジタル・スタジオでレコーディングされた。このアルバムのためにヤングは、前作『ハーベスト』と『カムズ・ア・タイム』で彼のバックを務めたミュージシャン・グループを招集した。ストレイ・ゲイターズと名付けられたこのグループには、ペダル・スティール・ギタリストのベン・キース、ベーシストのティム・ドラモンド、ドラマーのケニー・バトリー、ピアニストのスプーナー・オールダム、そしてニコレット・ラーソン、リンダ・ロンシュタット、ジェイムス・テイラーのヴォーカリストが参加している。ヤングの異母妹アストリッド・ヤングもアルバムで歌っている。ジャック・ニッチェは「Such a Woman」のために18人編成のストリングス・セクションをアレンジした。このアルバムでヤングは、『アフター・ザ・ゴールド・ラッシュ』で「I Believe in You」と「Oh, Lonesome Me」をレコーディングしたときにサンセット・サウンドで実現したエコーのかかったサウンドを再現しようとした。

## 収録曲
全作詞、作曲 = ニール・ヤング
| #   | タイトル                                                                                      | 作詞 | 作曲・編曲 | 時間  |
| --- | --------------------------------------------------------------------------------------------- | ---- | ---------- | ----- |
| 1.  | 「Unknown Legend」                                                                            |      |            | 4:32  |
| 2.  | 「From Hank to Hendrix」                                                                      |      |            | 5:12  |
| 3.  | 「You and Me」                                                                                |      |            | 3:45  |
| 4.  | 「Harvest Moon」                                                                              |      |            | 5:03  |
| 5.  | 「War of Man」                                                                                |      |            | 5:41  |
| 6.  | 「One of These Days」                                                                         |      |            | 4:55  |
| 7.  | 「Such a Woman」                                                                              |      |            | 4:36  |
| 8.  | 「Old King」                                                                                  |      |            | 2:57  |
| 9.  | 「Dreamin' Man」                                                                              |      |            | 4:36  |
| 10. | 「Natural Beauty」(recorded live at The Civic Auditorium, Portland, Oregon, January 23, 1992) |      |            | 10:22 |

## 参加メンバー
- ニール・ヤング - ヴォーカル、ギター、ハーモニカ、バンジョー・ギター、ピアノ、ポンプ・オルガン、ヴィブラフォン、プロデュース、ミキシング

ストレイ・ゲイターズ
- ベン・キース - ペダル・スティール・ギター、ドブロ・ギター、ベースマリンバ、バッキング・ヴォーカル、プロデュース
- スプーナー・オールダム：ピアノ、ポンプ・オルガン、キーボード
- ティム・ドラモンド - ベースギター、マリンバ、ほうき
- ケニー・バトレイ - ドラム

ゲスト・ミュージシャン
- ラリー・クラッグ - 「ウォー・オブ・マン」のバッキング・ヴォーカル、写真撮影
- ニコレット・ラーソン - 「ユー・アンド・ミー」、「ウォー・オブ・マ」、「サッチ・ア・ウーマン」、「オールド・キング」、「ドリーミン・マン」、「ナチュラル・ビューティー」のバッキング・ヴォーカル
- リンダ・ロンシュタット - 「アンノウン・レジェンド」、「フロム・ハンク・トゥ・ヘンドリックス」、「ハーヴェスト・ムーン」、「ウォー・オブ・マン」、「ワン・オブ・ゼス・デイズ」のバッキング・ヴォーカル
- ジェームス・テイラー - 「フロム・ハンク・トゥ・ヘンドリックス」、「ウォー・オブ・マン」、「ワン・オブ・ディーズ・デイズ」のバッキング・ヴォーカル。
- アストリッド・ヤング：バッキング・ヴォーカル（「ウォー・オブ・マン」、「サッチ・ア・ウーマン」、「ドリーミン・マン」
- ジャック・ニッチェ - ストリング・アレンジ（「サッチ・ア・ウーマン」に参加）
- スージー・カタヤマ - 指揮者（「サッチ・ア・ウーマン」に参加）
- マリア・ニューマン - コンサートマスター（「サッチ・ア・ウーマン」に参加）
- マリア・ニューマン、イスラエル・ベイカー、ベティ・バイヤーズ、ベルク・ガラベディアン、ハリス・ゴールドマン、ロビン・ロレンツ、シンディ・マクガティ、ハイム・シュトルム（ヴァイオリン、「サッチ・ア・ウーマン」に参加）
- ヴァレリー・ディモンド、マット・フュネス、リック・ゲルディング、キャリー・プレスコット、デイヴィッド・ステンスケ、アドリアナ・ゾッポ（ヴィオラ、「サッチ・ア・ウーマン」に参加）
- ラリー・コルベット、エリカ・デューク、グレッグ・ゴットリーブ、デイヴィッド・シャンバン（チェロ、「サッチ・ア・ウーマン」に参加）

制作スタッフ
- ジョエル・バーンスタイン - 撮影、アートディレクション
- ジャネット・レヴィンソン - アートディレクション、デザイン
- ティム・マリガン - エンジニアリング、ミキシング、編集、マスタリング
- ジョン・ナウランド - エンジニアリング、ミキシング
- ジョン・ハウスマン - エンジニアリング・アシスタント
- エリオット・ロバーツ - 演出

## カヴァー
ジャズ・シンガーのカサンドラ・ウィルソンは、1995年のアルバム『ニュー・ムーン・ドーター』に「Harvest Moon」を収録した。
AJ・リー＆ブルー・サミットを擁するアメリカのフォーク・バンド、ブラザーズ・コマトースは、2022年に「Harvest Moon」のカヴァーを録音している。
アメリカの歌手アン・ウィルソンとアリソン・クラウスは、ウィルソンの2007年のアルバム『Hope & Glory』のために「War of Man」のカヴァーを録音した。
ロサンゼルスのエレクトロニック・プロダクション・デュオ、プールサイドが2012年のアルバム『Pacific Standard Time』のために「Harvest Moon」のカヴァーを録音した。
アメリカのフォーク・デュオ、ショベルズ＆ロープが2015年にシェイキー・グレイヴスとレコーディングした 「Unknown Legend」。
ロサンゼルスのインディー・ロック・バンド、ロード・ヒューロンは2018年、Spotify Singlesのセッションで「Harvest Moon」のカヴァーをレコーディングした。
ジャズ・ギタリストのビル・フリゼールは、1997年のアルバム『ナッシュビル』に「One of These Days」のヴァージョンを収録している。
ジョナサン・デミ監督の映画『レイチェルの結婚』で、TVオン・ザ・レディオのリード・シンガー、トゥンデ・アデビンペが『Unknown Legend』のアカペラ・ヴァージョンを披露。